# Serhi Derevianchenko
Serhi Viacheslavovich Derevianchenko –en ucraniano, Сергій Вячеславович Деревянченко– (Feodosia, URSS, 31 de octubre de 1985) es un deportista ucraniano que compite en boxeo. Ganó una medalla de bronce en el Campeonato Mundial de Boxeo Aficionado de 2007, en el peso medio.
En julio de 2014 disputó su primera pelea como profesional. En su carrera profesional tuvo en total 19 combates, con un registro de 14 victorias y 5 derrotas.

## Palmarés internacional
| Campeonato Mundial | Campeonato Mundial       | Campeonato Mundial | Campeonato Mundial |
| Año                | Lugar                    | Medalla            | Categoría          |
| ------------------ | ------------------------ | ------------------ | ------------------ |
| 2007               | Chicago (Estados Unidos) | Medalla de bronce  | 75 kg              |

## Registro de boxeo profesional
| Res. | Récord | Rival             | Método | Asalto - Tiempo | Fecha                    | Localización                                           | Título                                                                 |
| D    | 14–5   | Jaime Munguía     | UD     | 12              | 10 de junio de 2023      | Toyota Arena, Ontario, California                      |                                                                        |
| G    | 14–4   | Joshua Conley     | UD     | 10              | 30 de julio de 2022      | Barclays Center, Nueva York                            |                                                                        |
| D    | 13–4   | Carlos Adames     | MD     | 10              | 5 de diciembre de 2021   | Staples Center, Los Ángeles                            |                                                                        |
| D    | 13–3   | Jermall Charlo    | UD     | 12              | 26 de septiembre de 2020 | Mohegan Sun Arena, Uncasville, Connecticut             | Por el título mundial de la CMB del peso mediano                       |
| D    | 13–2   | Gennady Golovkin  | UD     | 12              | 5 de octubre de 2019     | Madison Square Garden, Nueva York                      | Por el título vacante de la IBF y el título de la IBO del peso mediano |
| G    | 13–1   | Jack Culcay       | UD     | 12              | 13 de abril de 2019      | Minneapolis Armory, Mineápolis                         |                                                                        |
| D    | 12–1   | Daniel Jacobs     | SD     | 12              | 27 de octubre de 2018    | Hulu Theater, Nueva York                               | Por el título mundial vacante de la IBF del peso mediano               |
| G    | 12–0   | Dashon Johnson    | RTD    | 6 (8), 3:00     | 3 de marzo de 2018       | Barclays Center, Nueva York                            |                                                                        |
| G    | 11–0   | Tureano Johnson   | TKO    | 12 (12), 0:40   | 25 de agosto de 2017     | Buffalo Run Casino, Miami, Oklahoma                    |                                                                        |
| G    | 10–0   | Kemahl Russell    | TKO    | 5 (10), 1:06    | 14 de marzo de 2017      | Fitz Tunica Casino and Hotel, Tunica, Misisipi         |                                                                        |
| G    | 9–0    | Sam Soliman       | TKO    | 2 (12), 2:41    | 21 de julio de 2016      | Foxwoods Resort, Ledyard, Connecticut                  |                                                                        |
| G    | 8–0    | Mike Guy          | TKO    | 8 (8), 2:24     | 15 de marzo de 2016      | Robinson Rancheria Resort and Casino, Nice, California |                                                                        |
| G    | 7–0    | Jessie Nicklow    | TKO    | 3 (8), 2:18     | 14 de noviembre de 2015  | Hard Rock Hotel and Casino, Las Vegas                  |                                                                        |
| G    | 6–0    | Elvin Ayala       | UD     | 8               | 7 de agosto de 2015      | Bally's Atlantic City, Atlantic City                   |                                                                        |
| G    | 5–0    | Alan Campa        | TKO    | 4 (8), 1:17     | 10 de abril de 2015      | Aviator Sports Complex, Nueva York                     |                                                                        |
| G    | 4–0    | Vladine Biosse    | TKO    | 2 (8), 1:42     | 20 de febrero de 2015    | Hilton Westchester, Rye Brook, New York                |                                                                        |
| G    | 3–0    | Raúl Muñoz        | KO     | 1 (6), 2:50     | 12 de diciembre de 2014  | UIC Pavilion, Chicago                                  |                                                                        |
| G    | 2–0    | Laatekwei Hammond | UD     | 4               | 1 de octubre de 2014     | Barker Hangar, Santa Mónica                            |                                                                        |
| G    | 1–0    | Cromwell Gordon   | RTD    | 2 (6), 3:00     | 23 de julio de 2014      | BB King Blues Club & Grill, Nueva York                 |                                                                        |